# 横带花笛鲷
横带花笛鲷（学名：Tropidinius zonatus）为笛鲷科花笛鲷属的鱼类。分布于台湾恆春等。该物种的模式产地在毛里求斯。